# 烏爾蘇斯區
烏爾蘇斯區（波蘭語：Ursus）是波蘭首都華沙的18個行政區之一。在1952年至1977年之間，烏爾蘇斯區是一個獨立的城市。
烏爾蘇斯區相鄰以下行政區：
- 北：貝莫沃區與馬佐夫舍地區奧扎魯夫（西華沙縣）
- 南：Michałowice（英语：Gmina Michałowice, Masovian Voivodeship）市鎮（普魯什庫夫縣）
- 西：皮亞斯圖夫（普魯什庫夫縣）
- 東：弗沃黑區